# Special Interest Group on Knowledge Discovery and Data Mining
Le Special Interest Group on Knowledge Discovery and Data Mining (SIGKDD) est le pôle d'intérêt commun de l'ACM sur la gestion des connaissances et le data mining.

## Conférences
Depuis 1995, SIGKDD héberge la conférence annuelle intitulée ACM SIGKDD Conference on Knowledge Discovery and Data Mining (KDD). En 2011, KDD a lieu à San Diego (Californie).

## SIGKDD Explorations
SIGKDD publie aussi depuis juin 1999 une revue semestrielle nommée SIGKDD Explorations dont les éditeurs en chef sont ou furent :
- Bart Goethals (depuis 2010)
- Osmar Zaïane (2008-2010)
- Ramakrishnan Srikant (2006-2007)
- Sunita Sarawagi (2003-2006)
- Usama Fayyad (1999-2002)